# Deutsches Meisterschaftsrudern 1921
Das 34. Deutsche Meisterschaftsrudern wurde 1921 in Mannheim ausgetragen. Wie bereits im Vorjahr wurden Medaillen in fünf Bootsklassen vergeben.

## Medaillengewinner
| Bootsklasse            | Gold | Silber | Bronze |
| ---------------------- | --- | --- | --- |
| Einer                  | Carl Leux (RG Wiking Berlin) | Ernst Reinhold (RC Germania Tegel 1886) | Josef Fremersdorf (Mainzer RV) |
| Doppelzweier           | WSV Godesberg Rudolf Scheben Heinrich Scheben | Ruderklub am Wannsee Hugo Sopp Ludwig Holst | Mainzer RV Otto Schubert Josef Fremersdorf |
| Zweier ohne Steuermann | Der Hamburger RC Walter Schilmann Julius Warnholtz | Hanauer RG 1879 Anton Krolikowski Konrad Krolikowski | keine weiteren Boote in der Wertung |
| Vierer ohne Steuermann | Potsdamer RC Helmut Dreßler Rudolf Gorke Hugo Dreßler Ernst Schmädig                                                                                              | Berliner RC Erich Renz Friedrich Weber Carl Haas Paul Mölter                                                                                               | RG Wiking Leipzig Ewald Zietzschmann Paul Elster Erich Ahrenholz Walter Meyer                                                                        |
| Achter                 | Berliner RC Sport-Borussia Richard Dobe Hans Sörgel Fritz Mähnert Siegfried Hell Erich Granaß Heinrich Landrock Erwin Müller Bernhard Hoffmann Karl Kunert (Stm.) | Würzburger RV von 1875 Josef Bonn Hans Graef Kilian Steffan Rudolf Weiler Adam Scheuermann Georg Linder Karl Koopmann Karl Flick Johann Pfadenhauer (Stm.) | ETuF Essen Hans Schäfer Werner Freund Alfred Storp Hans Högen Christoph Ehncke Hermann Kniepkamp Otto Dürr Theo Therhaerst Werner Rosenkötter (Stm.) |